# Steinkreuz Wallendorf (Weimar)
In der Wüstung Wallendorf bei Weimar stand ein mittelalterliches Steinkreuz bis 1989, als das Bodendenkmal verschwand.
Dieses grobgearbeitete lateinische Steinkreuz hatte vor dem endgültigen Verlust eine bewegte Geschichte. Es wurde 1970 auf einem in der Nähe befindlichen Feldsteinhaufen gefunden. Es hatte die Maße Höhe: 60 cm, Breite: 40 cm, Tiefe: 22 cm. Es wurde 1970 durch H. Stief wiederaufgestellt. Es wurde 1977 gestohlen, konnte 1979 jedoch sichergestellt werden. Unter der Leitung von Wolfgang Timpel kam es wieder an seinen ursprünglichen Standort in einer dortigen Gartenanlage. Seit dem Verlust 1989 fehlt jede Spur.